# آپچاک
آپچاک (به لاتین: Apčak) یک منطقهٔ مسکونی در بلاروس است که در منطقه مینسک واقع شده‌است. آپچاک ۴٬۸۰۶ نفر جمعیت دارد.